# Gloskäret (norr om Örö, Kimitoön)
Gloskäret är en ö i Finland. Den ligger i Skärgårdshavet och i kommunen Kimitoön i den ekonomiska regionen  Åboland i landskapet Egentliga Finland, i den sydvästra delen av landet. Ön ligger omkring 69 kilometer söder om Åbo och omkring 150 kilometer väster om Helsingfors.
Öns area är 6,6 hektar och dess största längd är 460 meter i nord-sydlig riktning. Ön höjer sig omkring 10 meter över havsytan.